# Pedra do Couto
Pedra do Couto (en gallego y oficialmente, A Pedra do Couto) es un lugar de la parroquia de Irís en el municipio coruñés de Cabanas, en la comarca del Eume. Tenía 42 habitantes en el año 2007 según datos del Instituto Gallego de Estadística de los cuales eran 19 hombres y 23 mujeres, lo que supone una disminución con relación al año 1999 cuando tenía 43 habitantes.